# Massacro di via Bracka

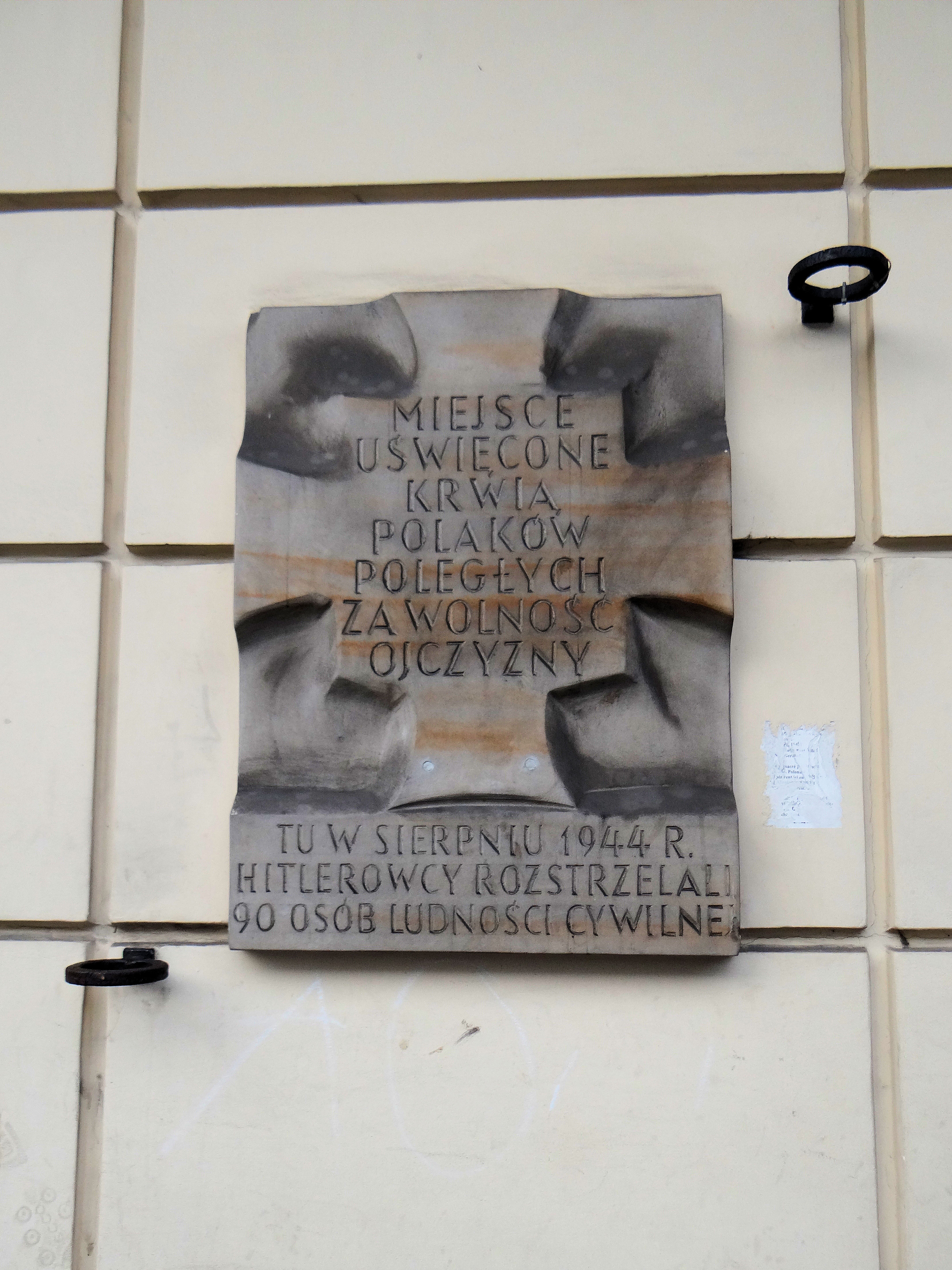
Lapide commemorativa delle vittime del massacro in via Bracka.

Il massacro di via Bracka si riferisce ad una serie di assassinii, incendi dolosi e altre gravi violazioni del diritto internazionale umanitario, commessi dai soldati della Wehrmacht tedesca nel tentativo di conquistare un tratto della via Aleje Jerozolimskie (in italiano "Viali di Gerusalemme") occupata dagli insorti di Varsavia.
Durante le battaglie del 3 e 4 agosto 1944, alcuni soldati appartenenti al IV reggimento di Panzergrenadier della Prussia Orientale, oltre a uccidere prigionieri di guerra e civili, usarono gli stessi civili come scudi umani davanti ai carri armati impiegati negli attacchi alle barricate dei rivoltosi. Il numero di vittime ammontò ad oltre 200 persone.

## Assalto tedesco verso la Stazione Centrale
Via Aleje Jerozolimskie e il Ponte di Poniatowski formavano insieme una delle principali arterie stradali di Varsavia utilizzate dai tedeschi per consegnare i rifornimenti e i soccorsi alle proprie truppe in combattimento contro l’Armata Rossa sulla riva destra della Vistola. Il primo giorno della rivolta, il 1º agosto 1944, soldati dell’Armia Krajowa attaccarono i centri tedeschi più importanti situati nella Aleje Jerozolimskie: la Stazione Centrale, e l'edificio della Banca dell’Economia Nazionale, nei pressi del Ponte di Poniatowski. Tuttavia non riuscirono a bloccare l’arteria.  Uno scarso collegamento con i reparti dell’AK di Śródmieście Południowe, situati nella parte sud del quartiere centrale di Varsavia, fu possibile soltanto in corrispondenza di via Bracka. Solo durante la mattinata del 3 agosto 1944 i ribelli, grazie all'attacco a sorpresa del gruppo "Chrobry II", riuscirono a conquistare sia la stazione postale all’incrocio di Aleje Jerozolimskie con via Żelazna, sia l'edificio situato di fronte alla Casa turistica. I soldati di questo gruppo, di stanza presso la Casa Turistica, comunicarono con i soldati del Gruppo "Gurt" che occupavano l’edificio dell’Istituto Militare di Geografia. Verso le 10:00 i soldati di entrambi i reparti attaccarono un tunnel della ferrovia della città conquistando una parte del treno di evacuamento tedesco, una gran quantità di armi, la via Aleje e la linea ferroviaria adiacente.
Verso mezzogiorno i tedeschi diedero inizio ad un contrattacco tramite una colonna corazzata partita da Wola in direzione del Ponte di Poniatowski, giungendo in Aleje Jerozolimskie dal lato di via Towarowa . Alle 13:00 i tedeschi giunsero al ponte dopo aver soffocato la resistenza nei pressi della stazione postale grazie alla cattura di alcune centinaia di civili fermati a Whola e usati come scudi umani. Verso le 15:00, invece, due battaglioni del IV reggimento di Panzergrenadier della Prussia Orientale, fatti arrivare da Zegrze il giorno prima, partirono all’attacco dalla parte del Ponte di Poniatowski. La fanteria tedesca, aiutata da qualche carro armato, avanzava lungo viale 3 Maggio, in polacco: Aleja 3 Maja, e Aleja Jerozolimskie, provando ad unirsi ai reparti tedeschi che presidiavano ancora la Stazione Centrale. Su un tratto fra via Bracka e via Nowy Świat i granatieri trovarono un'accanita resistenza da parte dei soldati polacchi della IIIª compagnia del battaglione "Kiliński" e del cosiddetto Collegio C, situato sul lato numericamente pari di Aleje Jerozolimskie, nonché da quelli del battaglione KB "Sokół" e del reparto dell’AK "Bełt", di stanza negli edifici a numero dispari . Prima delle 19:00 i tedeschi riuscirono a occupare parzialmente un tratto di Aleje Jerozolimskie tra via Nowy Świat e via Marszałkowska, ma non furono in grado di raggiungere la Stazione Centrale. Per di più, i soldati dell’AK non si arresero e rimasero sulle loro posizioni nelle case di Al. Jerozolimskie 17 e 21 dove stazionavano. A causa di grandi perdite e resistenza degli insorti, i tedeschi dovettero fermare il proprio assalto e ritirare le principali forze del reggimento presso l’edificio del Museo Nazionale. Nelle case bruciate del 25 e del 19 lasciarono soltanto reparti di copertura. .
Il 4 agosto 1944, via Aleje Jerozolimskie divenne di nuovo un campo di battaglia; infatti nel corso della mattina, i Panzergrenadier della Prussia Orientale riattaccarono in direzione ovest. Successivamente, una colonna di carri armati tedeschi della XIX Divisione corazzata, composta da 60 a 80 carri e cannoni pesanti, arrivò dai dintorni del Ponte di Poniatowski a Ochota creando una violenta sparatoria a che costrinse i soldati dell’AK a lasciare momentaneamente la Stazione Centrale che era andata in fiamme. Anche i tedeschi subirono gravi perdite (la 19ª Divisione corazzata perse 11 uomini uccisi e 40 feriti) e inoltre non presidiarono durevolmente la  Aleje Jerozolimskie. Il nemico mantenne soltanto la Stazione Centrale, occupata già prima, e gli edifici della Banca dell’Economia Nazionale e del Museo Nazionale; tenne inoltre alcune posizioni nelle macerie del tratto tra vie Nowy Świat e Marszałkowska. I soldati dell’AK, invece, occupavano sempre la Stazione Postale e il palazzo n° 17. Nessuna delle due parti in conflitto poté pertanto fare della  Aleje Jerozolimskie una propria strada di comunicazione. Solo dopo molti giorni di lotte gli insorti riuscirono a proteggere il tratto di Aleje Jerozolimskie tra vie Nowy Świat e Marszałkowska, il quale divenne l’unico corridoio non sotterraneo che univa Śródmieście Północne con Śródmieście Południowe (cioè la parte nord con la parte sud del quartiere centrale) non sottoterra.

## Crimini verso prigionieri e popolazione civile

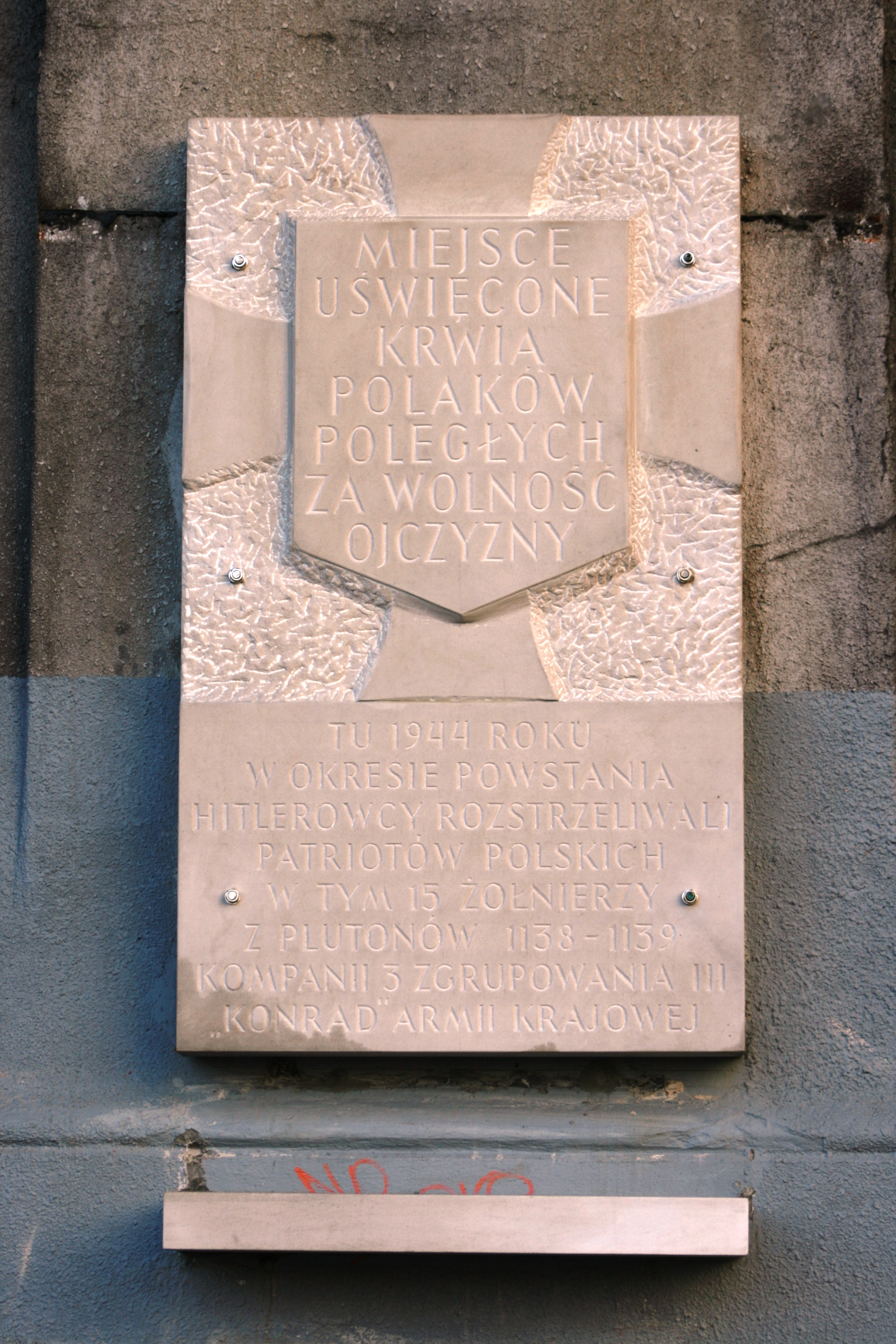
Lapide commemorativa dei soldati dei reggimenti 1138 e 1139 dell’AK uccisi, situata sotto il Ponte di Poniatowski.

Durante le lotte dal 3 al 4 agosto 1944 i granatieri della Prussia Orientale commisero numerosi crimini di guerra. In tutte le zone dell’assalto i tedeschi evacuarono circa 4 000 polacchi dalle case conquistate e li spinsero verso l'edificio del Museo Nazionale . Solo alla sera del 4 agosto 1944 i tedeschi consegnarono agli sfrattati un po’ di cibo e permisero ai medici di curare le persone ferite .
I civili polacchi catturati nel quartiere di Praga e nelle case in viale 3 Maggio 1944 vennero usati dai soldati tedeschi come "scudi" per proteggere i carri armati negli attacchi alle barricate dei rivoltosi. Secondo la relazione di un testimone oculare, presentata ai redattori della rivista dell’insurrezione Rzeczpospolita Polska  la mattina del 3 agosto 1944 un ufficiale dell’esercito corazzato tedesco scelse circa 60 uomini dalla folla dei civili trattenuti nelle cantine del museo ordinandogli di formare una colonna di 5-6 persone in ogni fila, in seguito spinta davanti ai carri armati in direzione delle posizioni degli insorti. Questi "scudi civili" si trovarono sotto il fuoco incrociato e furono massacrati accanto alla barricata polacca all’incrocio tra via Bracka e Aleje Jerozolimskie. I tedeschi fucilarono circa 50-60 ostaggi che fuggivano, oppure gli lanciarono granate . Un testimone disse che solo cinque uomini erano riusciti a ritornare al Museo Nazionale, tra cui tre feriti e bruciati, dei quali, uno di loro morì, poco dopo la battaglia.
Durante i combattimenti del 4 agosto 1944 i tedeschi si comportarono nello stesso modo. In mattinata occuparono le cantine del Museo Nazionale spingendo verso le barricate più o meno 100 civili e alcuni insorti di Powiśle. Molti ostaggi morirono nel corso della sparatoria o furono poi uccisi dai tedeschi, alcuni invece fuggirono nella zona dominata dai rivoltosi. Gli ostaggi vennero inoltre usati per proteggere una colonna tedesca dalla XIXª Divisione Corazzata, che avanzava in direzione ovest.
Inizialmente i tedeschi li scelsero, come prima, tra i civili trattenuti nelle cantine del museo. Molti ostaggi però scapparono, oppure morirono già nella prima fase dell’assalto. Vennero allora catturati alcuni centinaia di civili dalle case situate tra l’incrocio di via Marszałkowska con via Nowogrodzka e Aleje Jerozolimskie. I civili assicurarono il passaggio della colonna fino all’incrocio di Aleje Jerozolimskie con via Chałubińskiego e in questo luogo furono tenuti sotto guardia per qualche ora .
I granatieri della Prussia Orientale furono responsabili tra il 3 e il 4 agosto 1944 anche una serie di esecuzioni. Secondo un rapporto redatto da una non ben definita unità dell’AK durante la sera del 5 agosto 1944, i tedeschi avrebbero assassinato tutti gli uomini catturati nelle case di Aleje Jerozolimskie 8 e 16 nonché nella casa dell’angolo di Nowy Świat e viale 3 Maggio. Al 16 di Aleje Jerozolimskie sarebbe stato fucilato anche un medico che aiutava i feriti, mentre una direttrice della sezione sanitaria sarebbe stata bruciata in un edificio incendiato dai tedeschi . Nel Biuletyn Informacyjny  fu invece scritto che in quei giorni furono assassinati gli abitanti dei palazzi in via Bracka 17 e Aleje Jerozolimskie 19; qui sarebbero morti circa 40 uomini e alcune donne . Antoni Przygoński stimò che vennero fucilati circa 100 uomini furono fucilati . Scamparono alla morte soltanto gli uomini che abititavano nella casa all’angolo di via Marszałkowska e Aleje Jerozolimskie perché un residente della Slesia inserito dalla Wehrmacht li fece fuggire verso una casa occupata dagli insorti .
Furono uccisi anche dei rivoltosi catturati. Una delle esecuzioni maggiori ebbe luogo a Powiśle, dove, dopo un attacco fallito al Ponte di Poniatowski, alcune decine di soldati mal armati appartenenti ai reggimenti 1138 e 1139 del III° Raggruppamento dell’AK "Konrad" vennero circondati nella casa di viale 3 Maggio 2. Durante il contrattacco tedesco del 3 agosto 1944, il portone di casa venne divelto dai carri armati, mentre gli abitanti spaventati appesero una bandiera bianca. I soldati dell’AK riuscirono a disfarsi delle armi e delle fasce dell’insurrezione, mischiandosi successivamente al gruppo di civili. Conquistata la casa, i tedeschi divisero gli uomini dalle donne e iniziarono a fare una selezione. Li aiutò a trovare gli insorti, in modo molto attivo, Barbara Sikora, figlia di un custode e ben nota informatrice della Gestapo . Infine i tedeschi scelsero dalla calca 20 soldati del Raggruppamento "Konrad" e li radunarono sotto un arco del viadotto, la cosiddetta chiocciola. Un’inquilina di casa riuscì all’ultimo momento a corrompere le guardie e trarre dal gruppo di condannati un soldato, Zbysław Przepiórka detto "Zbyszko". Probabilmente i 19 rimasti vennero fucilati nello stesso giorno sotto il viadotto. Il gruppo in cui c’erano dei sospettati, in maggioranza insorti nascosti, fu portato in via Wioślarska . Le loro testimonianze parvero ai nazisti così coerenti che questi rinunciarono a un’esecuzione immediata; chiusero gli ostaggi nella torretta del Ponte di Poniatowski e li trattennero in quel luogo per quasi due settimane, mentre i viveri furono consegnati ai detenuti dagli abitanti di Saska Kępa. Verso il 18-19 agosto 1944 i prigionieri vennero condotti alla caserma di via 11 novembre, in polacco: 11 listopada, un quartiere di Praga, dove lavorarono per due settimane caricando vagoni. Poi furono deportati nel campo transitorio di Pruszków da cui vennero spostati al campo di concentramento di Stutthof .
Durante le battaglie per Aleje Jerozolimskie i tedeschi causarono ingenti danni materiali. Il 3 agosto 1944 incendiarono le case di Aleje Jerozolimskie: 18, 20, 22, 32, 34 e 36 nonché piani superiori del palazzo in via Bracka 17. Il fuoco invase anche il lato dispari di AlejeJerozolimskie  . Il giorno seguente furono invece bruciati tutti i palazzi del lato pari di Aleje Jerozolimskie sul tratto tra vie Bracka e Nowy Świat . I tedeschi bruciarono inoltre tutte le case tra via Smolna e viale 3 Maggio e alcune di Nowy Świat: si disse che in queste ultime non venne permessa ai civili l’evacuazione dagli edifici in fiamme .
Tutti i crimini sopra descritti vennero commessi con l’approvazione del comando tedesco. Walther Brunon Dolingkeit, un soldato del IV reggimento dei granatieri della Prussia Orientale, in borghese pastore protestante, catturato dai polacchi, testimoniò che la sua unità aveva ricevuto l'ordine di ammazzare tutti gli uomini incontrati, sfrattare donne e bambini, incendiare edifici. Quasi 4 000 civili di Varsavia trattenuti al Museo Nazionale erano trattenuti come ostaggi; il 4 agosto 1944 in un rapporto di sera della IX Armata tedesca venne scritto a proposito di loro: "donne e bambini saranno liberati questa notte dopo averli istruiti, a meno che non cessi il fuoco fino alle 8:00 di mattina, i loro mariti e padri nonché tutti gli uomini, dato che i soldati non sanno distinguere amici da nemici, grazie ai banditi saranno fucilati ». In fin dei conti la minaccia non si concretizzò. Una parte degli uomini, qualificati come "malati", venne lasciata libera insieme con donne e bambini, mentre gli altri furono spostati da Varsavia.